# Cratere Mezentsev
Mezentsev è un cratere lunare di 84,51 km situato nella parte nord-orientale della faccia nascosta della Luna.